# Кропачово
Кропачово (на руски: Кропачёво) е селище от градски тип в Русия, разположено в Ашински район, Челябинска област. Населението му към 1 януари 2018 г. е 4447 души.